# Merry Pemberton
Merry Pemberton, también conocida como Gimmick Girl y Merry, la Chica de 1000 Gimmicks es un personaje ficticio del Universo DC Comics. Es la hermana adoptiva de Sylvester Pemberton. Merry Pemberton apareció por primera vez en Star Spangled Comics #81 en junio de 1948, y llegó al #90 (marzo de 1949). Fue creada por el escritor Otto Binder.

## Biografía ficticia
Nacida como Merry Creamer, es adoptada por el Sr. y la Sra. Sylvester Pemberton Sr., los padres del original Star-Spangled Kid. Pronto adopta una personalidad de lucha contra el crimen y trabaja con su hermano y Stripesy, finalmente suplantándolos en su propia función.
Según la Enciclopedia de superhéroes de la Edad de Oro de Jess Nevins, Merry "lucha contra su opuesto masculino, Gimmick Guy; Presto, un mago de escenario criminal; y Rope, que usa trucos con temas de cuerdas".
Merry finalmente se casa con Henry King Sr., el supervillano conocido como el original Brain Wave. Tuvieron un hijo llamado Henry King Jr. que se convirtió en el superhéroe Brainwave, miembro de Infinity Inc., que fue fundada por su tío, Sylvester Pemberton Jr., Star-Spangled Kid.
Las referencias a Merry antes de Crisis on Infinite Earths señalan que ella murió en algún momento. Más recientemente, sin embargo, ha sido retratada como viva. Aparece en Justicia Joven como miembro de Old Justice, un equipo de antiguos compinches de la Edad de Oro que sienten que los héroes adolescentes modernos se arriesgan a sí mismos y a los demás.
Durante el evento Sins of Youth se revela que está particularmente resentida con Stargirl, quien en ese momento había tomado el título de su hermano como Star-Spangled Kid. Merry ayuda a docenas de otros superhéroes, la mayoría de los cuales habían cambiado de edad, a luchar contra Klarion el Niño Brujo  y otros villanos. Old Justice se encuentra en el papel de padre de supervisar a muchos adolescentes con superpoderes. Hace las paces con Stargirl, que se ha convertido temporalmente en una mujer adulta. Durante una batalla de varios personajes en Alaska, Stargirl incluso salva a Merry de ser atacada, por un joven Amazo. Al final de la historia, Merry ha hecho las paces tanto con Stargirl como con los héroes más jóvenes en general.
Después de que la JSA rescata a su hijo de Black Adam y Mister Mind, Merry lo vuelve a cuidar.

### Legado
En Seven Soldiers #0, aparece un nuevo personaje llamado Gimmix. Acreditada como Jacqueline Pemberton, la hija separada de Merry, Gimmix usa su Bolsa de Trix para hacer un trabajo ligero de héroe, apareciendo principalmente en convenciones hablando de cómo se reunió con héroes más conocidos como Aquaman y Booster Gold. Algunos de sus trucos son Zoom Glasses, lápiz labial Anti-Spider, spray de hielo "What Every Girl Needs" y un truco sin nombre que puede convertir el agua en vino (aunque no es muy buen vino). Jacqueline se convierte en parte de un desafortunado equipo de seis superhéroes reunidos por Greg Saunders y es asesinada por Sheeda, una raza avanzada que se alimenta de su propia historia para sobrevivir.
Se muestra a Gimmix asistiendo a una terapia de grupo para Metas.
En 52, se revela que Jacqueline era la jefa de Pemberton Estate, y dado que su muerte no se ha registrado oficialmente, Lex Luthor compra la propiedad para las marcas registradas de Skyman e Infinity Inc.

## Poderes y habilidades
Merry no tenía superpoderes, pero vestía un disfraz que contenía varios dispositivos y trucos que usaba como armas para combatir el crimen.

## En otros medios

### Televisión
- La existencia de Merry Pemberton aparece como una historia de fondo en Stargirl, y su matrimonio con Brain Wave permanece intacto. Cuando ella se enteró de que Icicle había matado a Sylvester durante el ataque de la Sociedad de la Injusticia a la Sociedad de la Justicia de América, se enfrentó a él. Para demostrar su lealtad a Icicle y la Sociedad de la Injusticia, Brain Wave la mató y encubrió su muerte a su hijo, Henry King Jr. Años más tarde, Henry descubrió lo que su padre le hizo a su madre, pero también fue asesinado.